# La infanta María Josefa
La infanta María Josefa es un cuadro de Francisco de Goya, pintado en 1800, como boceto para La familia de Carlos IV. Procede de las colecciones reales y fue localizado en el Palacio Real de Madrid en 1814. Ingresó en el Museo antes de 1857, cuando se cita por primera vez en el catálogo oficial de la institución.

## Historia
Este boceto es uno de los diez estudios al natural pintados por Goya en el Palacio de Aranjuez, durante el verano de 1800. Por deseo de la reina María Luisa de Parma, el pintor retrató por separado a cada miembro de la familia real, lo que evitó que todos juntos debieran posar durante largas y tediosas sesiones.
Todos los bocetos tienen como característica principal una imprimación roja y rasgos faciales construidos en un solo tono, al igual que las masas principales. Al final, una vez definidos los planos y las proporciones, se añadían los matices de color.
La retratada es la infanta María Josefa (1744-1801), hija de Carlos III y María Amalia de Sajonia. Nació en Gaeta, cuando su padre aún era rey de Nápoles. Nunca se casó, aunque se le propuso un enlace con su tío el infante don Luis. Lorenzo Tiepolo la retrató en su juventud, en un pastel que también conserva el Museo del Prado.

## Análisis
La infanta, que en el retrato final está a la izquierda, es tratada por Goya con mucha intensidad y cuidado de sus expresiones faciales. Doña Josefa luce la banda de la Orden de las Damas Nobles de la Reina María Luisa, con grandes pendientes de brillantes. La pluma en su cabeza revela la influencia de Francia en la moda española, como el parche negro que porta en la sien. Sin embargo, este último adorno ya estaba anticuado y solo se usaba como medicina.
Es una composición oscura sobre un fondo iluminado, que Goya resolvió con rápidas y enérgicas pinceladas. Sin embargo, para diseñar el rostro, el aragonés delineó unas facciones delicadas y precisas, muy bien cuidadas.